# Fallen Angel (пісня Tix)
«Fallen Angel» («Павший ангел») — пісня норвезького співака Tix. Представляв Норвегію на Євробаченні 2021 року в Роттердамі.  Пісня є англійським перекладом пісні «Ut av mørket» («З темряви»), яку він виконав у першому півфіналі Melodi Grand Prix 2021 року та вийшло у фінал 15 січня 2021 року.  Пісня зайняла третє місце в чарті VG-list. 20 лютого 2021 року Tix виконав пісню під англійською назвою «Fallen Angel» і виграв фінал Melodi Grand Prix 2021. Того ж дня вийшов «Fallen Angel». 

## Передумови
Пісня про боротьбу з депресією, яка стає ще гіршою, якщо кидає дівчина, до якої Тікс мав почуття. Tix порівнює депресію з «боротьбою з демонами в дірі в моєму серці» у цій пісні.

## Конкурс пісні Євробачення
Пісня була обрана для того, щоб представляти Норвегію на Євробаченні 2021 року, після того, як Tix був обраний через Гран-прі Мелоді 2021, музичний конкурс, який відбирає заявки Норвегії на Євробачення. У півфіналі конкурсу 2021 року буде представлений той самий склад країн, який визначений жеребкуванням півфіналу конкурсу 2020 року. Норвегія потрапила в перший півфінал, який відбудеться 18 травня 2021 року, і її планували виступити у другій половині шоу.

## Трек-лист
| Digital download/ streaming | Digital download/ streaming | Digital download/ streaming |
| #                           | Назва                       | Тривалість                  |
| --------------------------- | --------------------------- | --------------------------- |
| 1.                          | «Ut av mørket»              | 2:53                        |

| Digital download/ streaming | Digital download/ streaming | Digital download/ streaming |
| #                           | Назва                       | Тривалість                  |
| --------------------------- | --------------------------- | --------------------------- |
| 1.                          | «Fallen Angel»              | 2:53                        |

## Чарти
| Чарт (2021)         | Найвища позиція |
| ------------------- | --------------- |
| Норвегія (VG-lista) | 1               |

| Чарт (2021)        | Найвища позиція |
| ------------------ | --------------- |
| Норвегія (VG-list) | 2               |